# Pseudochaetochloa
Pseudochaetochloa es un género de plantas herbáceas,  perteneciente a la familia de las poáceas. Es originario de Australia.
Algunos autores lo incluyen en el género Pennisetum.

## Etimología
El nombre del género deriva de las palabras griegas pseudos (falso) y chloé (hierba), con referencia al género Chaetochloa (sinónimo del género de hierbas Setaria). 

## Especies
- Pseudochaetochloa arnhemica
- Pseudochaetochloa australiensis